# Marquesado del Zenete (mancomunidad)
La Mancomunidad del Marquesado del Zenete es una agrupación voluntaria de municipios (mancomunidad) española situada en la provincia de Granada, comunidad autónoma de Andalucía. Toma su nombre del antiguo señorío jurisdiccional del Marquesado del Zenete.
Tiene como objetivo promover, dinamizar y racionalizar el desarrollo social y económico de los municipios mancomunados. Es también una subcomarca dentro de la comarca de Guadix.
Esta entidad está formada por los siguientes municipios:
- Albuñán
- Aldeire
- Alquife
- Dólar
- Cogollos de Guadix
- Ferreira
- Huéneja
- Jérez del Marquesado
- Lanteira
- La Calahorra

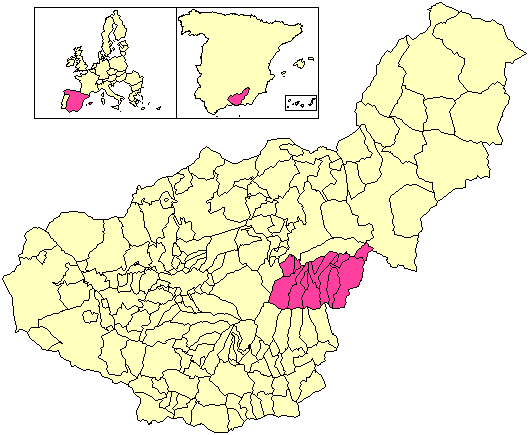
Situación de la Mancomunidad del Marquesado del Zenete en la provincia de Granada.

El Marquesado del Zenete se sitúa en la cara norte de Sierra Nevada y se extiende desde sus cumbres, al sur, hasta las de la Sierra de Baza, al norte, quedando en medio de ambas el amplio valle del Zalabí.

## Historia
La implantación del nuevo poder cristiano en el que de manera inmediata pasará a ser Marquesado del Zenete se plasma fundamentalmente en el castillo-palacio de La Calahorra, construido en estilo estilo renacentista, pero sin duda con la voluntad de ser un auténtico castillo feudal. En él se resume el modelo de implantación de los castellanos en el Zenete y, en buena medida, de los señoríos del Reino de Granada.